# Desmometopa kandyensis
Desmometopa kandyensis är en tvåvingeart som beskrevs av Curtis W. Sabrosky 1983. Desmometopa kandyensis ingår i släktet Desmometopa och familjen sprickflugor.
Artens utbredningsområde är Sri Lanka.